# Langton Matravers

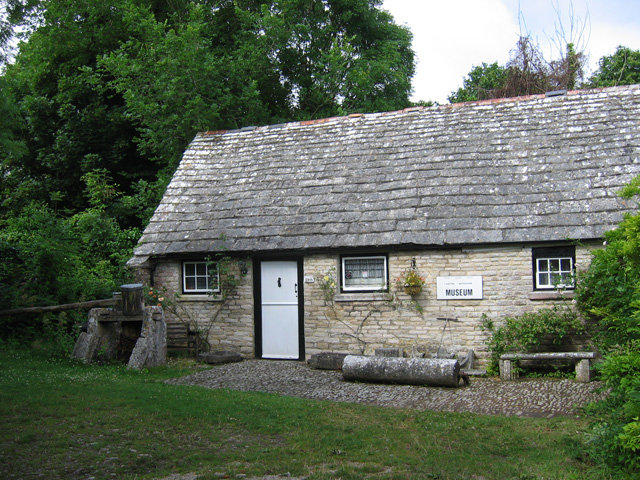
Le musée de Langton Matravers.

Langton Matravers ([m|ə|ˈ|t|r|æ|v|ər|z]) est un village côtier et une paroisse civile de l'Île de Purbeck, dans le Dorset. Situé à 3 km à l'ouest de Swanage, et à 8 km au sud-est de Corfe Castle, il est surtout réputé pour son musée consacré aux carrières locales, d'intérêt historique. Au recensement de 2011, la paroisse comptait 381 foyers et une population de 853 habitants.

## Histoire
Le toponyme Langton, attesté dès 1206 sous la forme Langeton, est une corruption de long town. Matravers rappelle le nom du propriétaire anglo-normand de cette terre en 1281, John Mautravers.
L'Old Malthouse était une école préparatoire fondée en 1906, fermée en 2007. Ian Fleming, l'auteur des romans de James Bond, a effectué sa scolarité à l'école préparatoire de Dunford

## Administration
Langton Matravers est le centre-bourg d'un district électoral qui s'étend de la mer à Worth Matravers. Sa population totale au recensement de 2011 était de 1 491 habitants. Cette subdivsion dépend de l'autorité unitaire du Dorset et est rattachée à la circonscription du South Dorset ; jusqu'au 31 janvier 2020, elle était également rattaché à la circonscription européenne d'Angleterre du Sud-Ouest.

## Services

### Éducation
Le village possède la première école St. George, ouverte à la fin du XIXe siècle.
Du village, on accède à pied au Littoral du Jurassique. Le festival folklorique de Purbeck est organisé chaque année dans une ferme à l'écart du village.

### Musée
Le musée de Langton Matravers se trouve dans le carré St George, derrière l'église. Il est consacré à l'exploitation du marbre de Purbeck, d'importance historique pour le village. Il est aménagé dans un ancien relai de poste, et assure la conservation de près de 25 000 objets historiques ou préhistoriques.